# José Ángel Crespo
José Ángel Crespo Rincón (ur. 9 lutego 1987 w Lora del Río) – hiszpański piłkarz występujący na pozycji obrońcy w greckim klubie PAOK FC. Były młodzieżowy reprezentant Hiszpanii.

## Kariera piłkarska
Crespo jest wychowankiem szkółki Sevilli. W pierwszym zespole zadebiutował 21 grudnia 2005 roku w przegranym wyjazdowym meczu z Getafe CF. W sezonie 2005/06 wystąpił jeszcze w dwóch spotkaniach. W następnym sezonie sporadycznie pojawiał się w pierwszej drużynie, na co dzień będąc zawodnikiem Sevilli Atlético (drużynie B).
Po tragicznej śmierci Antonia Puerty, na początku sezonu 2007/08 Crespo został włączony do pierwszego zespołu Sevillistas.
W grudniu 2007 Aston Villa wyraziło chęć pozyskania młodego Hiszpana, który rozwinął się piłkarsko pod opieką swojego byłego szkoleniowca z drużyn młodzieżowych i pierwszego składu Manolo Jiméneza, który zastąpił na tym stanowisku Juande Ramosa. W sezonie 2009/2010 Crespo był wypożyczony do Racingu Santander. Latem 2010 sprzedano go do włoskiego Calcio Padova. Następnie grał kolejno w takich klubach jak: Bologna FC, Hellas Verona, Córdoba CF, Aston Villa i Rayo Vallecano. W 2016 trafił do PAOK FC.